# Абі Ніар
Абі Ніар (ісп. Eva Calvo Gómez, нар. 26 червня 1993) — французька тхеквондистка, 
срібна призерка Олімпійських ігор 2016 року.

## Виступи на Олімпіадах
| Олімпіада           | Дисципліна | Місце |
| ------------------- | ---------- | ----- |
| Ріо-де-Жанейро 2016 | до 67 кг   | 2     |

## Зовнішні посилання
- Абі Ніар — олімпійська статистика на сайті Sports-Reference.com (англ.) (архівна версія)